# Грозешть (Молдова)
Грозешть (рум. Grozești) — село у Ніспоренському районі Молдови. Утворює окрему комуну.

## Населення
За даними перепису населення 2004 року у селі проживала 2171 особа.
Національний склад населення села:
| Національність       | Кількість осіб | Відсоток   |
| -------------------- | -------------- | ---------- |
| молдавани румуни     | 2075 73        | 95,6% 3,4% |
| українці             | 10             | 0,5%       |
| росіяни              | 8              | 0,4%       |
| інша / без відповіді | 5              | 0,2%       |
| Всього               | 2171           | 100%       |